# 伯氏巴傑加州黑頭魚
伯氏巴傑加州黑頭魚（学名：Bajacalifornia burragei），又名伯氏巴傑加州平頭魚、黑頭魚，为輻鰭魚綱黑头鱼目黑頭魚科巴傑加州平頭魚屬下的一个种，為深海魚類，分布於西印度洋沙烏地阿拉伯、東太平洋美國與智利海域，深度1061-1080公尺，體長可達18.1公分，棲息在中層水域，生活習性不明。